# Irlandia na Zimowych Igrzyskach Olimpijskich Młodzieży 2012
Irlandię na Zimowych Igrzyskach Olimpijskich Młodzieży 2012, które odbywały się w Innsbrucku reprezentowała 1 zawodniczka.

## Skład reprezentacji Irlandii

### Narciarstwo alpejskie
Dziewczęta
| Zawodniczka   | Konkurencja   | Wyniki  | Wyniki  | Wyniki  | Wyniki  |
| Zawodniczka   | Konkurencja   | Runda 1 | Runda 2 | Razem   | Miejsce |
| ------------- | ------------- | ------- | ------- | ------- | ------- |
| Florence Bell | Slalom        | 51.71   | 46.35   | 1:38.06 | 24.     |
| Florence Bell | Slalom gigant | 1:06.73 | 1:09.33 | 2:16.06 | 34.     |